# 病気の病原体説

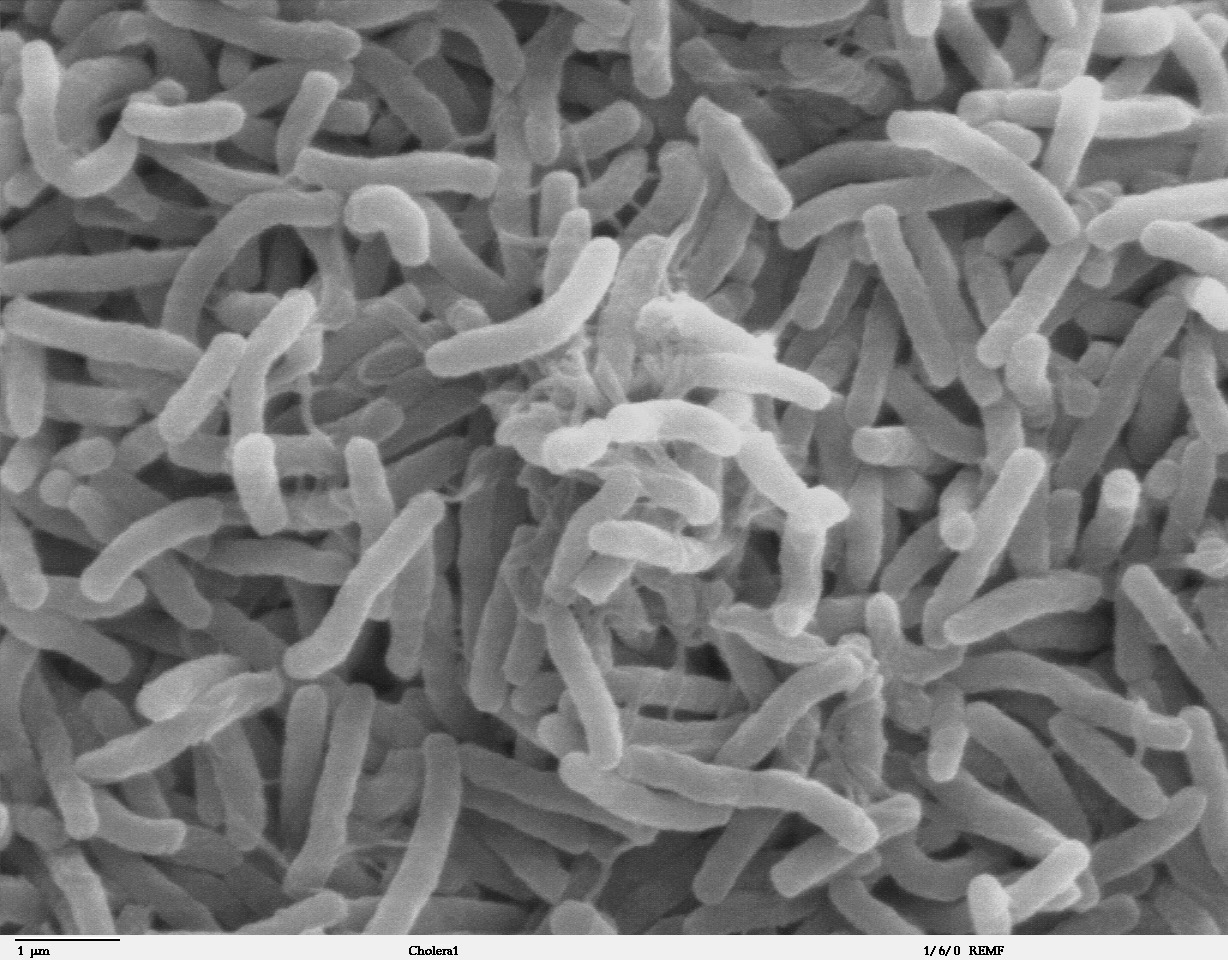
コレラの原因菌であるコレラ菌（Vibrio cholerae）の走査型電子顕微鏡画像

病気の病原体説（びょうきのびょうげんたいせつ、英: germ theory of disease）は、多くの病気について、現在受け入れられている科学的理論である。これは、「病原体（pathogens）」あるいは「病原菌（germs）」として知られる微生物が、病気を引き起こす可能性があるとする。こうした小さな生物は、拡大しなければ見えないほど小さいが、人間、他の動物、その他の生きている宿主に侵入する。それらは宿主の中で成長し、増殖することで病気を引き起こすことがある。「病原体」という用語は、細菌だけでなく、原生生物や真菌類などのあらゆる種類の微生物、あるいはウイルス、プリオン、ウイロイドなど、病気を引き起こす非生存病原体も指す。病原体によって引き起こされる病気は感染症（infectious diseases）と呼ばれる。病原体が病気の主な原因である場合でも、環境因子や遺伝的因子が、病気の重症度や、宿主となる個体が病原体に暴露されたときに感染するかどうかに影響することが多い。病原体とは病気の媒介物質のことで、ヒトや動物を問わず、ある個体から別の個体へ感染する可能性がある。感染症は、病原微生物（ウイルス、細菌、真菌類）や寄生生物などの生物学的病原体によって引き起こされる。
病原体説の基本的な形式は、1546年にジローラモ・フラカストロ（Girolamo Fracastoro、1476/8年頃-1553）によって提案され、1762年にマルクス・アントニウス・プレンツィス（Marcus Antonius von Plenciz、1705-1786）によって拡張された。しかし、このような見解はヨーロッパでは軽蔑され、ガレノス（Galen, or Aelius Galenus, or Claudius Galenus、西暦129-216年頃）の瘴気説が科学者や医師の間で支配的であった。
19世紀初頭までに、天然痘の予防接種はヨーロッパでは一般的なものとなったが、医師たちはそれが機能する仕組みも、その原理を他の病気に応用する方法も知らなかった。1850年代後半に、ルイ・パスツールの研究によって過度期が始まった。この研究はその後、1880年代にロベルト・コッホによって拡張された。その10年間の終わりには、瘴気説は病原体説に対抗するために尽力していた。1890年代に、ウイルスが発見された。やがて細菌学の「黄金時代」が訪れ、病原体説は、多くの病気の原因となる実際の生物の特定へと急速につながった。

## 瘴気説

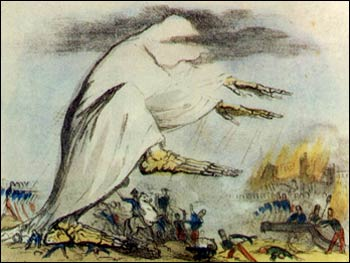
ロバート・シーモアが描いた19世紀のコレラ流行の図。毒気の形で病気が蔓延する様子が描かれている。

瘴気説（しょうきせつ、miasma theory）は、19世紀末に病原体説が主流になるまでは、感染症伝播に対する有力な理論であったが、現在では、病気の正しい説明として科学界に受け入れられていない。これは、コレラ、クラミジア感染症、黒死病などの病気は、腐敗した有機物から発生する有害な「悪い空気」である瘴気（古希: μίασμα、pollution（汚染）の意）によって引き起こされるとした。瘴気とは、腐敗した物質の粒子（miasmata）が満ちた有毒な蒸気や霧のことで、悪臭を放つことで識別できると考えられていた。この理論では、病気は汚染された水、汚れた空気、劣悪な衛生状態といった環境要因の産物であると仮定した。理論によれば、こうした感染症は個人間で伝染するのではなく、そのような気体が発生する地域内の人々に影響を及ぼすという。

## 発展

### 古代ユダヤ
ヘブライ語聖書の最初の5巻に含まれるモーセの律法には、病気の蔓延における伝染病に関する最も古い考察が記録されており、古典的な医学の伝統やヒポクラテスの著作とは対照的であった。具体的には、ハンセン病と性病に関する隔離と洗浄に関する指示を記している。

### 古代ギリシャとローマ
古代、ギリシャの歴史家トゥキュディデス（紀元前460年頃 - 紀元前400年頃）は、アテネの疫病についての記述の中で、感染者から他の人に病気が広がる可能性があることを初めて記した。
直接接触によって感染するのではない伝染病の伝播に関する説の一つに、空気中に存在し飛散する胞子のような「種子」（英: seeds、ラテン語：semina）によって伝播するというものがあった。ローマの詩人ルクレティウス（Lucretius、紀元前99年頃 - 紀元前55年頃）は、その詩『事物の本性について（De rerum natura）』（紀元前56年頃）の中で、世界にはさまざまな「種子」が存在し、その中には吸入または摂取すると病気になるものもあると述べている。
ローマの政治家マルクス・テレンティウス・ウァッロ（Marcus Terentius Varro、紀元前116 - 27年）は、『農業論3巻（Rerum rusticarum libri III）』（紀元前36年）の中で次のように書いている。『なぜなら、そこには目には見えないが、空気中に浮遊して口や鼻から体内に侵入し、重篤な病気を引き起こす、ある種の微細な生物が繁殖しているからである』。
ギリシャの医師ガレノス（西暦129-200/216年頃）は、著書『初期原因について（On Initial Causes）』（西暦175年頃）の中で、患者の中には「熱病の種子」を持っている者がいるかもしれないと推測した:4。彼は著書『さまざまな種類の熱病について（On the Different Types of Fever）』（西暦175年頃）の中で、疫病は空気中に存在する「ある種の疫病の種子」によって広まると推測した:6。また、ガレノスは、著書『疫学（Epidemics）』（西暦176-178年頃）の中で、患者が発熱から回復する過程で再発することがあるのは、患者の体内に何らかの「病気の種子」が潜んでいるからであり、患者が医師の治療計画に従わなければ、病気が再発するだろうと説明した:7。

### 中世
接触伝染説の基本的な形は、中世イスラム世界の医学にまでさかのぼる。この理論は、ペルシャの医師イブン・スィーナー（Ibn Sina、980-1037、欧州ではアヴィセンナ（Avicenna）として知られる）が『医学典範（The Canon of Medicine）』（1025年）の中で提唱したもので、後の16世紀まで欧州で最も権威ある医学書となった。イブン・スィーナーは、『El-Kanun（エル・カヌン）』第4巻で流行病について論じ、古典的な瘴気説を概説し、彼自身の初期の接触伝染説との融合を試みた。彼は、人が呼吸によって他人に病気を伝染させる可能性があることに言及し、結核の伝染について指摘し、水や排泄物を介した病気の伝染について論じた。
目に見えない伝染病の概念は、その後、アイユーブ朝サルタン国時代のイスラム学者によって議論され、彼らはそれらをナジャサット（najasat、不浄な物質）と呼んだ。イスラム法学者のイブン・アル=ハジ・アル=アブダリ（Ibn al-Hajj al-Abdari、1250年頃-1336年）は、イスラムの食事と衛生 (en:英語版) について論じる中で、病原体が水、食物、衣服を汚染し、水道を介して広がる可能性について警告しており、あるいは、病原体が目に見えない粒子であることを示唆していた可能性がある。
中世初期には、セビリャのイシドールス（Isidorus Hispalensis、560頃-636）が、著書『自然について（On the Nature of Things）』（西暦613年頃）の中で『疫病を媒介する種子（pestifera semina）』について言及した:20。その後、1345年、イタリア、ボローニャのトンマーゾ・デル・ガルボ（Tommaso del Garbo、1305頃-1370年）は、著書『ガレノスの書物に関する有用な注釈（Commentaria non-parum utilia in libros Galeni）』の中で、ガレノスの『疫病の種子』について言及した:214。
1546年、イタリアの医師ジローラモ・フラカストロは、伝染病の性質、主要な病原体の分類、およびこれらの症状の予防と治療に関する理論を網羅した3巻からなる本『病原体と接触伝染病について（De Contagione et Contagiosis Morbis）』を出版した。フラカストロは、感染した宿主との直接接触、媒介物による間接接触、または空気中の粒子を介して伝播する『病気の種子』のせいだと主張した。

### 近世
1668年、イタリアの医師フランチェスコ・レディ（Francesco Redi、1626-1697）は、無生物から生物が発生するという自然発生説を否定する実験的証拠を発表した。彼は、ウジはむき出しになった腐った肉からしか発生しないことを観察した。肉をガーゼで覆った瓶に入れておくと、ウジはガーゼの表面に現れた。これは後に、腐った肉の臭いが網目を通り抜け、卵を産むハエを引き寄せるのだと理解された。
微生物が初めて直接観察されたのは、1670年代と言われている。アントニ・ファン・レーウェンフック（Antonie van Leeuwenhoek、1632-1723）は、微生物学の初期の先駆者であり、「微生物学の父」と呼ばれている。レーウェンフックは、顕微鏡を使用して細菌（1674年）、酵母細胞、一滴の水に生息する生命（藻類など）、毛細血管内を循環する血球を初めて観察し、記述したと言われている。「細菌（bacteria）」という言葉はまだ存在しなかったので、彼はこれらの微細な生命体を「小さな動物」という意味の「微小動物（animalcules）」と呼んだ。彼は、雨水、池の水、井戸水、人間の口や腸など、さまざまな出所から、これらの「非常に小さな微小動物」を分離することができた。
しかし、ドイツのイエズス会司祭で学者でもあったアタナシウス・キルヒャー（Athanasius Kircher、1602-1680）は、それ以前に、このような微生物を観察していたかもしれない。1646年に書かれた彼の著書のひとつには『顕微鏡で見た自然界のあらゆるものの素晴らしい構造について』という章があり、『酢や牛乳が無数のミミズで溢れているなど誰が信じるだろうか』と書かれている。キルヒャーは、腐敗した死体、肉、乳、分泌物などに見られる不可視の微生物を「寄生虫（worms）」と定義した。顕微鏡を用いた研究によって、病気や腐敗（分解）は目に見えない生命体の存在によって引き起こされるという、おそらく彼が初めて抱く信念につながった。1646年、キルヒャーは、「発熱患者の血液中から多くのものを発見することができた」と記した。1656年、腺ペストがローマを襲ったとき、キルヒャーはペスト犠牲者の血液を顕微鏡で観察した。彼は、血液中に「小さな寄生虫」あるいは「微小動物」が存在することに注目し、この病気は微生物によって引き起こされたと結論づけた。彼は、感染症を微視的病原体に起因するものとした最初の人であり、創案した病原体説を著書『疫病と呼ばれる伝染病の物理医学的な考察（Scrutinium Physico-Medicum）』（ローマ、1658年）で概説した。病気は微生物によって引き起こされるというキルヒャーの結論は正しかったが、彼が顕微鏡で見たものは実際には赤血球か白血球であり、病原菌であるペスト菌そのものではなかったと推定されている。キルヒャーはまた、隔離、検疫、感染者の着衣の焼却、病原体の吸入を防ぐフェイスマスクの着用など、病気の蔓延を防ぐための衛生対策も提案した。生物が血液の中に侵入し、存在することを最初に提唱したのはキルヒャーであった。
1700年、フランスの医師ニコラス・アンドリー（Nicolas Andry、1658-1742）は、彼が「ワーム（worms）」と呼ぶ微生物が、天然痘やその他の病気の原因であると主張した。
1720年、イギリスの植物学者リチャード・ブラッドリー（Richard Bradley、1688-1732）は、疫病とすべての流行性ジステンパーは、顕微鏡を使わなければ観察することができない生き物である「毒虫（poisonous insects）」によって引き起こされると理論化した。
1762年、オーストリアの医師マルクス・アントニウス・プレンツィスが『Opera medico-physica』という本を出版した。その中で、土壌や空気中にいる特定の微小動物が、特定の病気を引き起こす原因となるという伝染病理論を概説した。プレンツィスは、流行性と伝染病を合わせ持つ病気（はしかや赤痢のような）と、伝染性はあるが流行性はない病気（狂犬病やハンセン病のような）の差異に着目した。本書はアントニ・ファン・レーウェンフックの言葉を引用して、このような微小動物がいかに偏在しているかを示し、潰瘍性創傷に病原体が存在することを記述した点で他に類を見ないものであった。結局、プレンシスの理論は科学界には受け入れられなかった。

### 19世紀と20世紀

#### アゴスティーノ・バッシー、イタリア
19世紀初頭、イタリアの昆虫学者アゴスティーノ・バッシー（Agostino Bassi、1773-1856）は、絹生産の崩壊に対する経済的懸念を受け、カイコの幼虫にカビの白斑ができることからフランス語で硬化病（muscardine、白いボンボンの一種）、イタリア語でカルチナッチョ（calcinaccio、瓦礫）またはマル・デル・セーニョ（mal del segno、悪い兆候）と呼ばれるカイコの病気を研究した。1835年から1836年にかけて、バッシーは真菌の胞子が個体間で病気を媒介するという研究結果を発表した。病気にかかった幼虫を迅速に除去し、養殖場の表面を消毒することを推奨したバッシーは、現代の予防医療に用いられている方法の概略を示した。イタリアの博物学者ジュゼッペ・ガブリエル・バルサモ＝クリヴェリは、原因真菌の名前をバッシーに献名し、現在は白きょう病菌（Beauveria bassiana）に分類されている。

#### ルイ・ダニエル・ボーペルテュイ、フランス
1838年、フランスの熱帯医学専門家ルイ＝ダニエル・ボーペルテュイ（Louis-Daniel Beauperthuy、1808-1871）は、病気に関する顕微鏡検査の先駆者であり、すべての感染症は「微小動物」の寄生感染によるものであるという独自の理論を展開した。彼は友人のアデル・ド・ロッサヴィル（M. Adele de Rosseville）の協力を得て、自らの理論をパリのフランス科学アカデミーで正式に発表した。1853年までに、彼は、マラリアと黄熱病は蚊によって媒介されると確信していた。彼は黄熱病を媒介する特定の蚊のグループを、実際の媒介蚊であるネッタイシマカ（Aedes aegypti）と同定できる、「striped-legged mosquito」の国内種とまで特定した。1854年、彼は自身の理論を、「クマナ官報（Gaceta Oficial de Cumana）」に発表した。彼の報告は公的委員会によって評価されたが、彼の理論は破棄された。

#### イグナーツ・センメルヴェイス、オーストリア
1847年、オーストリアのウィーン総合病院（Allgemeines Krankenhaus）に勤務していたハンガリーの産科医イグナーツ・センメルヴェイス（Ignaz Semmelweis、1818-1865）は、医師や医学生が介助した出産後の分娩後感染症（産褥熱、さんじょくねつ）による妊産婦死亡率が劇的に高いことに気づいた。しかし、助産師が立ち会った場合は比較的安全であった。さらに調査を進めたセンメルヴェイスは、産褥熱と医師による産婦の診察との間に関連性を見い出し、これらの医師が通常、剖検（検死のこと）から直接来ていることにも気づいた。センメルヴェイスは、産褥熱は接触伝染病であり、その発症には剖検で出た物質が関与していると主張し、医師らに妊婦を診察する前に塩素化石灰水で手を洗うことを強制させた。彼は、その後の死亡率が、1年間で18％から2.2％へと急激に減少したことを記録した。この証拠にもかかわらず、彼と彼の理論は、当時の医学界のほとんどから否定された。

#### ギデオン・マンテル、イギリス
恐竜の化石を発見したことで著名なサセックス州の医師ギデオン・マンテル（Gideon Mantell、1790-1852）は、顕微鏡とともに多くの時間を過ごし、著書『微小動物についての考察（Thoughts on Animalcules）』（1850年）の中で、おそらく「人類を苦しめる最も深刻な病気の多くは、目に見えない微小動物の特異な状態によって生じる」と推測した。

#### ジョン・スノウ、イギリス
イギリスの医師ジョン・スノウ（John Snow、1813-1858）は、1854年のブロード・ストリートで大流行したコレラの研究により、「近代疫学の祖」と見なされている人物である。スノウは、イタリアの解剖学者ジョバンニ・マリア・ランチージ（1654-1720、Giovanni Maria Lancisi）が18世紀初頭に書いた、沼地の瘴気がマラリアを蔓延させると主張する著作を批判し、腐敗した生物による悪気がすべての症例に存在するわけではないと反論した。スノウは、1849年に出版した小冊子『コレラの伝染様式（On the Mode of Communication of Cholera）』の中で、コレラは糞口経路で広がり、人間の下部消化管で複製されると提案した。
1855年に出版された同書の第2版で、スノウは、コレラはヒトの上皮細胞よりも小さな細胞によって引き起こされると理論化し、ロベルト・コッホが1884年に細菌種ビブリオ・コレラ（Vibrio cholerae）が原因菌であることを確認するに至った。生物学的起源に着目したスノウは、水の沸騰とろ過を推奨し、現代の水道水の煮沸勧告の先例を作った。
スノウは、テムズ川から下水で汚染された水を供給していたサザーク・アンド・ヴォクソール水道会社に関連する特定の給水ポンプとコレラ患者を結びつける統計分析を通じて、この水道会社から水を供給されていた地域では、上流のシージング・ウェルズからより清潔な水を引いていたランベス水道会社のポンプを使用していた地域の14倍の死者が出ていたことを示した。スノウは、セント・ジェームズ教区の保護委員会を説得して、汚染されたポンプのハンドルを撤去させたことで賞賛を受けたが、彼は、おびえた住民がこの地域から避難したため、感染者はすでに減少していたと指摘した。

#### ルイ・パスツール、フランス

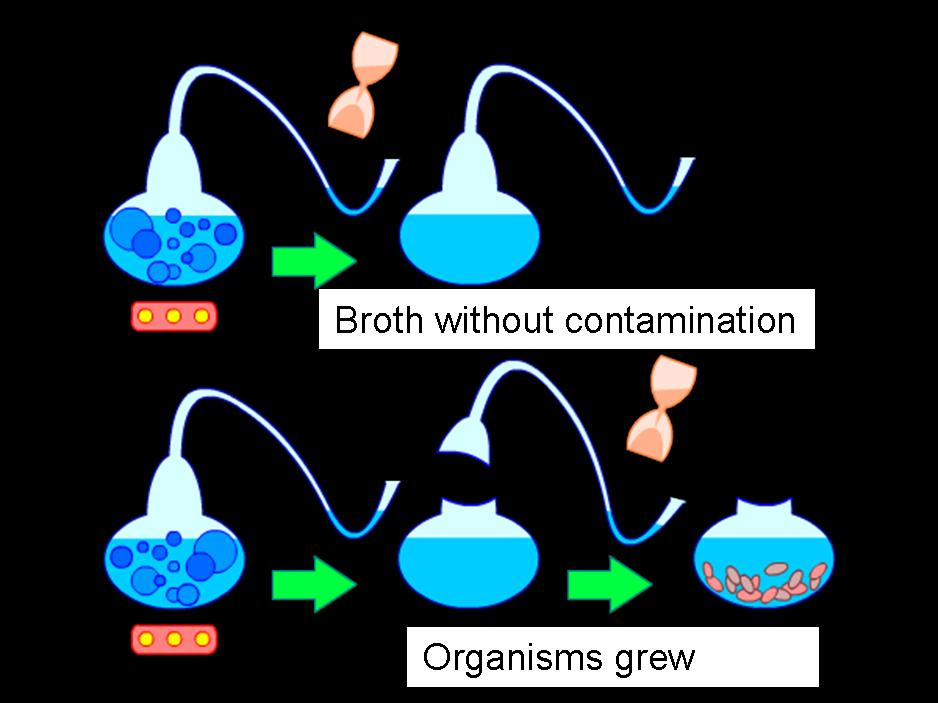
ルイ・パスツールの自然発生実験は、液体の栄養素が、空気そのものではなく空気中の粒子によって腐ることを示した。これらの実験結果は病原体説を裏付けるものであった。

19世紀半ば、フランスの微生物学者ルイ・パスツール（Louis Pasteur、1822-1895）は、女性生殖器をホウ酸で処理することで、粘膜の損傷を避けながら、産褥熱の原因となる微生物を死滅させられることを示した。
パスツールは、レディの研究を基に、栄養寒天を入れたスワンネック‐フラスコを作り、自然発生説を反証した。フラスコの内容物が発酵するのは、湾曲した首を外して外気と直接接触しているときだけであることから、パスツールは、細菌が環境にコロニー形成するには伝染部位間を移動しなければならないことを証明した。
パスツールは、バッシーと同様に、カイコに褐色の斑点を生じさせる病気である微粒子病（pébrine）について研究し、病原体理論の研究を発展させた。1857年にスイスの植物学者カール・ネーゲリが微粒子病原体 Nosema bombycis を発見したことを受け、パスツールはこの発見を応用し、換気の改善や、疾病監視の初期形態である原蚕種のスクリーニングを推奨した。

#### ロベルト・コッホ、ドイツ
1884年、ドイツの細菌学者ロベルト・コッホ（Robert Koch、1843-1910）は、特定の微生物と病気との因果関係を立証するための4つの判定基準を発表した。現在これはコッホの原則として知られている。
1. その微生物は、病気に罹患しているすべての生物で豊富に存在しなければならないが、健康な生物では存在してはならない。
2. その微生物は病気の生物から単離され、純粋培養で増殖したものでなければならない。
3. 培養された微生物を健康な生物に持ち込むと、病気を引き起こすはずである。
4. その微生物は、接種され発病した実験宿主から再分離され、元の特定の病原体と同一であることが確認されなければならない。

コッホは生前、この原則が普遍的に適用できるわけではないことを認識していた。たとえば、コレラの無症候性保菌者は第1の原則に反する。同じ理由で、第3の原則には「必ず」ではなく「すべきである」と明記している。なぜなら、病原体に対する過去の曝露の違いにより、ある病原体に暴露されたすべての宿主生物が感染するとは限らないからである。さらに、ウイルスは偏性細胞内寄生体であるため、純粋培養で増殖させることはできず、第2の仮説を満たすことは不可能でなる。同様に、プリオンとして知られる病原体のミスフォールドタンパク質は、自己複製するのではなく、他のタンパク質にその構造を伝達することによってのみ伝播する。
コッホの原則は、相関関係は因果関係を含意しないことを強調するという点で、歴史的重要性を持ち続けているが、多くの病原体は原則の基準をすべて満たさなくても、特定の疾患の原因物質として受け入れられている。1988年、アメリカの微生物学者スタンリー・ファルコー（Stanley Falkow、1934-2018）は、コッホの原則の分子版を発表し、微生物遺伝子と病原性因子との相関関係を確立した。

#### ジョセフ・リスター、イギリス
細菌の発酵に関するパスツールの論文を読んだイギリスの外科医ジョセフ・リスター（Joseph Lister、1827-1912）は、骨が皮膚を突き破る開放骨折は、環境微生物にさらされるため感染しやすいことに気づいた。彼は、フェノール（石炭酸）が効果的な消毒薬として、負傷部位に塗布できることを発見した。

## 参考項目
- アレクサンダー・フレミング - スコットランドの医師および微生物学者で、抗生物質ペニシリンの発見者として知られる
- 細胞説 - 生物は細胞から構成され、すべての細胞は既存の細胞から生じるという19世紀半ばに初めて提唱された科学理論
- 疫学 - 集団における健康状態や疾病状態の分布を研究・分析する学問
- 病原体説の否認主義（英語版） - 病気の病原体説は間違っているという偽科学的信念（アントワーヌ・ベシャンのモデルが正しいとする主張も含む）
- 病原体の発見（英語版） - 病気を引き起こす病原体の発見に関するさまざまな活動の概要
- ロバート・フック - イギリスの科学者で、顕微鏡を使って微生物を発見した最初の2人のうちの1人（もう1人はアントニ・ファン・レーウェンフック）
- ルドルフ・ルートヴィヒ・カール・フィルヒョウ - ドイツの医師、病理学者、生物学者で、白血病の発見者として知られる
- ザイモティック病（英語版） - 急性感染症を指す19世紀の医学用語
- 感染症の歴史 と ペストの歴史